# Бокерия, Ольга Леонидовна
Ольга Леонидовна Бокерия (род. 15 мая 1973 года) — российский кардиолог, профессор, член-корреспондент РАН (2016).

## Биография
Дочь кардиохирурга академика Л. А. Бокерии.
В 1996 году с отличием окончила Московскую медицинскую академию им. И. М. Сеченова.
В 1999 году защитила кандидатскую диссертацию на тему «Возможности электрокардиографии высокого разрешения для диагностики и прогнозирования развития жизнеугрожающих аритмий и внезапной сердечной смерти при различной сердечной патологии»
В 2003 году защитила докторскую диссертацию «Электрическая стимуляция сердца у детей». В 2008 году получила звание профессора.
28 октября 2016 года избрана членом-корреспондентом РАН по Отделению физиологических наук.
Главный научный сотрудник Научного медицинского исследовательского центра сердечно-сосудистой хирургии имени А. Н. Бакулева.

## Научная деятельность
Специалист в области фундаментальной электрофизиологии, кардиологии и аритмологии.
Автор 600 научных работ, в том числе: 1 монография, 3 главы в книгах и более 25 патентов.
Основные научные результаты:
- создана модель изменений электрофизиологии сердечного импульса, развития аритмий и способов их профилактики при кардиохирургических операциях;
- исследована и установлена возможность прогнозирования жизнеугрожающих аритмий сердца методом электрокардиографии высокого разрешения;
- установлена связь между физиологией распространения электрического импульса при электрокардиостимуляции у детей, механикой сокращений сердца и развитием сердечной недостаточности в данной группе пациентов в отдаленном периоде после операции; представлены алгоритмы электрической стимуляции сердца у детей;
- создан Всероссийский регистр больных, оперированных по поводу аритмий сердца;
- изучено преобразование механической энергии движения сердца в электрическую, что позволило создать устройство, осуществляющее стимуляцию сердца за счет энергии его сокращений и не требующего дополнительной батареи. Это позволит избежать повторных замен кардиостимуляторов на протяжении жизни людей;
- разработана модель миниатюрного высокоэффективного и безопасного беспроводного эпикардиального электрокардиостимулятора, который не имеет контакта с кровью, что исключает риск развития тромбоза и инфекций.

Ведет преподавательскую работу: профессор (с 2003 года) кафедры сердечно-сосудистой хирургии и интервенционной кардиологии Московского государственного медико-стоматологического университета.
Под её руководством защищены 2 докторские и 15 кандидатских диссертаций.

### Научно-организационная деятельность
- заместитель главного редактора журнала «Анналы аритмологии», член редсовета журнала «Доктор.Ру»;
- член Ученого и диссертационного советов НМИЦ ССХ имени А. Н. Бакулева;
- член Совета при Президенте Российской Федерации по науке и образованию (с 2015 года).